# 中田美知子
中田 美知子（なかた みちこ、1950年〈昭和25年〉2月13日 - ）は、日本のアナウンサー。東京都渋谷区出身。FM北海道（AIR-G'）で常務取締役を務めた。本名は矢野 美知子。
2015年8月より札幌大学客員教授、2016年3月より中道リース社外取締役、同4月よりイオン北海道社外取締役、2018年1月より土屋ホールディングス社外取締役を務める。

## 略歴
東京都立駒場高等学校在学中にNHK杯全国高校放送コンテストに5位入賞。1972年慶應義塾大学文学部国文学科卒業後、北海道放送（HBC）にアナウンサーとして入社。同期には佐藤のりゆき、横田久がいる。
1974年、結婚を機にHBCを退社し、以後フリーアナウンサーとして活動。しかし後に離婚し、シングルマザーとして3人の子供を育てながら働いていた。
1982年FM北海道の開局と同時に、同局でフリーのラジオパーソナリティとして「中田美知子の2時いろネットワーク」「中田美知子の週刊AIR-G'族～T.G.I.F」など、主に午後の生ワイド番組を担当。1988年に入社し同局の社員アナウンサーとなる。1995年には第33回ギャラクシー賞・ラジオ部門のDJパーソナリティ賞を受賞。
2003年東京支社長となり一時ラジオの現場から離れるが、2006年4月営業本部副本部長兼放送本部副本部長となり本社に復帰したことで、業務の合間を縫い単発の特番などでパーソナリティ活動を再開。2007年6月取締役放送本部長に就任し、2008年取締役経営管理室長となり、後に同社常務取締役。管理職アナウンサーとなったことで、往時のように番組に出演することは少なくなったが、2013年9月には同局の特番「秋を食べるAIR-G'」でメインパーソナリティを務めるなど、たまに特番に登場することはあった。2015年6月に同社を退社。
なお2000年には北海道文化審議会委員、北海道教育大学運営諮問会議委員、2004年には北海道教育大学経営協議会の学外委員、その他学校法人北翔大学理事となるなど、北海道内の要職も歴任している。

## 担当番組
- ミュージックバラエティほっかいどう[1]
- ジャズカミングアップ[1]
- 中田美知子の2時いろネットワーク
- 中田美知子の週刊AIR-G'族～T.G.I.F
- 熱発進～北海道元気企業～（2008年5月 - 2009年9月？）

## 共編著
- クロネコbook倶楽部（鷲田小彌太共著、青弓社、1991年）
- 挑む―北の元気企業トップ50人の実像 （AIR-G'編、北海道新聞社、2009年）